# Nicolas Berdiaev
« Berdiaev » redirige ici. Pour les autres significations, voir Berdiaev (homonymie).
Nicolas Berdiaev ou Berdjaev ou Berdiaeff (en russe : Николай Александрович Бердяев, Nikolaï Aleksandrovitch Berdiaev), né le 6 mars 1874 (18 mars dans le calendrier grégorien) à Kiev (Empire russe), et décédé le 24 mars 1948 à Clamart (France), est un philosophe et théologien orthodoxe russe d'expression russe et française.

## Biographie
Nicolas Berdiaev nait à Kiev en 1874 dans une famille aristocratique et militaire de l'ancienne Russie, fils de Alexandr Mikhailovitch Berdiaev et de Alexandra Sergeievna Koudacheva.
Sa mère, d'origine russo-française, est la fille du prince Serge Koudachev (1795-1862), chambellan de l'empereur de Russie, et de Mathilde Joséphine Catherine de Choiseul Gouffier (1806-1867), la petite-fille du comte Antoine Louis Octave de Choiseul Gouffier, pair de France. Dans sa famille, on parle aussi le français.

### La période marxiste
Nicolas passe son enfance à Kiev dans le corps des cadets où il se montre un élève médiocre. Autodidacte, il lit Guerre et Paix de Tolstoï à l'âge de 11 ans, et grandit en lisant Kant, Hegel, Schopenhauer, Ibsen et Dostoïevski. Il entre à l'université de Kiev en 1894 et se rapproche des partis politiques clandestins marxistes. En 1898, il est emprisonné et exclu de l’université pour activités révolutionnaires, puis condamné à l'exil à Vologda en 1900. Il publie son premier ouvrage, Subjectivisme et individualisme dans la philosophie sociale en 1901 où il montre la voie d'un marxisme non-conformiste.

### Adhésion à l'orthodoxie
De 1904 à 1907, installé à Saint-Pétersbourg, il s'éloigne peu à peu du marxisme, et, sous l'influence de Sergueï Boulgakov, adhère à l'Église orthodoxe. Berdiaev découvre les Pères grecs en même temps que les mystiques allemands (Jakob Böhme) et français (Joris-Karl Huysmans). Il fonde avec Boulgakov la revue Problèmes de la vie et participe à la renaissance religieuse et philosophique russe. Selon Berdiaev, cette époque fut « une époque de réveil de la pensée philosophique indépendante, de l’éclosion poétique, de la sensibilité esthétique exacerbée, de l’inquiétude religieuse, de l’intérêt pour la mystique et pour l’occultisme ».
Berdiaev s'installe à Moscou en 1909. Il fréquente les milieux proches de l'orthodoxie et suit régulièrement les offices religieux. Il rencontre notamment le père Paul Florensky. En 1912, il publie une monographie sur Alexeï Khomiakov, le chef de l'école slavophile.
En 1913, après un article à charge contre le Saint-Synode dénonçant la répression violente des moines onomatodoxes du mont Athos, il est à nouveau condamné à l'exil. Il y échappe grâce au déclenchement de la Grande Guerre et de la révolution russe. En 1917, il salue avec enthousiasme la révolution de Février et participe à la propagande du Parti constitutionnel démocratique. Il porte en revanche un jugement sévère sur la révolution d'Octobre, contre laquelle il rédige La Philosophie de l'inégalité qui ne sera pas publié.
En 1919, il fonde l’Académie libre de culture spirituelle et devient professeur à l'université de Moscou l'année suivante. Il y donne un cours sur Dostoïevski qui paraîtra plus tard sous le titre L’esprit de Dostoïevski. Il est néanmoins expulsé de Russie en 1922 comme « adversaire idéologique du communisme », en même temps que plusieurs centaines d'intellectuels, sur les « bateaux des philosophes », et il s'installe à Berlin (1922-1924).

### Émigration en France
En 1924, il émigre en France et s'installe à Clamart, dans les environs de Paris. Il dirige la revue La Voie (1925-1940). Commence alors sa période la plus productive durant laquelle il rédige ses œuvres majeures : Le nouveau Moyen Âge (1924), De la destination de l’homme (1931), Cinq méditations sur l’existence (1934), De l’esclavage et de la liberté de l’homme (1939), Essai de métaphysique eschatologique (1946). Durant la Deuxième guerre mondiale, il vient en aide à de nombreux Juifs, par le biais de « L'Action orthodoxe », une association créée en 1935 dont les fondateurs s'inspirent beaucoup de Berdiaev. Il connaît après la guerre un succès mondial, devient docteur honoris causa de l'université de Cambridge en 1947. et disparaît en 1948. Il est enterré au cimetière communal de Clamart.

## Philosophie
Sa pensée est l'un des sommets de l'existentialisme chrétien. Elle reflète aussi l'influence de Jakob Böhme dont il traduisit en français le Mysterium Magnum, en le faisant précéder de deux études.
Pour Berdiaev, le premier principe n'est pas l'être mais la liberté. À partir de cette liberté, Dieu crée l'homme, être libre. La liberté étant par nature irrationnelle peut donc conduire ainsi au bien ou au mal. Selon lui, le mal, c'est la liberté qui se retourne contre elle-même, c'est l'asservissement de l'homme par les idoles de l'art, de la science et de la religion qui reproduisent « les rapports d'esclavage et de domination dont est issue l'histoire de l’humanité. »
Berdiaev se révolte contre les conceptions rationalistes, déterministes, téléologiques qui brisent le règne de la liberté. Le problème de l'existence humaine est donc celui de sa libération. Ici, Berdiaev fonde une véritable philosophie de la personne qui influencera Emmanuel Mounier et le personnalisme, ou encore le jésuite uruguayen Juan Luis Segundo, théologien de la libération qui fit sa thèse sur lui. Les courants alternatifs actuels s'intéressent à la pensée de Berdiaev.
Le philosophe russe oppose l’individu, catégorie sociale et biologique, à la personne, catégorie spirituelle et religieuse. L’individu est de l’ordre de la nécessité, la personne de celui de la liberté. « La personne est une catégorie spirituelle et éthique, elle ne naît pas d’un père et d’une mère, elle est créée spirituellement, réalise l’idée divine de l’homme. La personne n’est pas nature, mais liberté, elle est esprit. On pourrait dire que la personne n’est pas homme en tant que phénomène, mais homme en tant que noumène ».
Pour se libérer de toutes les formes d'objectivations aliénantes, Berdiaev prône la redécouverte de l'« acte créateur » fondé sur un travail intérieur, sur la libération des forces spirituelles qui luttent et se révoltent contre les structures ossifiées, refroidies, inhumaines. Forces spirituelles qui sont une irruption dans le temps de la condition « humano-divine », « eschatologique » de l'homme.
Retournant à un messianisme christique d'essence joachimiste et écrivant à l'époque de la montée des « totalitarismes », Berdiaev a dénoncé, l'un des premiers « le messianisme de la race élue et de la classe élue », de l'État moderne.
Se dressant contre toutes les formes d'oppression sociale, politique, religieuse, dépersonnalisantes et déshumanisantes, l'œuvre de Berdiaev agit comme un vaccin contre toutes les formes d'utopies meurtrières du passé et de l'avenir. Par opposition, elle souligne les vrais besoins et la vraie destination de l'homme qui est surnaturelle liberté issue du mystère divin et fin de l'histoire dans une annonce du Royaume de Dieu que l'homme doit d'ores et déjà préparer dans l'amour et la liberté.
Dans ses grandes lignes, la pensée de Berdiaev est conforme à la tradition du messianisme russe, mais un messianisme purifié et éclairé par la critique radicale des forces qui s'y opposent, y compris à travers la critique de l'institution ecclésiastique et de l'État, qu'il dénonce comme sources majeures d'aliénation spirituelle. Il privilégie une approche mystique du christianisme s'appuyant sur les Pères grecs (Grégoire de Nysse entre autres) et les mystiques occidentaux. Malgré les critiques nombreuses qu'il adresse à l'Église orthodoxe et au christianisme en général, il reste attaché à l'Église orthodoxe de tradition russe, jusqu'à la fin de sa vie.
Son existentialisme est en fait un « personnalisme communautaire », il est sévère pour toutes les formes d'organisation étatique, il veut un État humble et modeste, et valorise les liens communautaires de proximité. Avant l'heure il dénonce le monde de la machine et l'accélération du temps dans le monde moderne. Son œuvre est profondément marquée par la lecture de la Légende du Grand Inquisiteur que Dostoïevski met au centre des Frères Karamazov. Il est l'un des auteurs majeurs ayant très tôt analysé la crise de la modernité et annoncé la naissance d'une « nouvelle époque ». Le retour à l'intériorité et au développement des liens communautaires sont pour lui la source qui caractérisera « cette nouvelle époque qui vient mais qui n'a pas encore de nom », écrit-il dès 1924.
Emmanuel Mounier avec lequel il travaille pour les premiers numéros de la revue Esprit lui a emprunté le concept de « personnalisme communautaire » et son opposition à « l'esprit bourgeois ».
La pensée de Berdiaev attire les personnes en quête de réflexion sur la crise de civilisation que nous connaissons, elle attire aussi les personnes en quête intérieure ; mystique, elle déroute ceux qui s'enferment dans une quête spirituelle strictement personnelle comme ceux qui veulent faire l'économie du travail de l'homme intérieur et ne penser qu'à une réforme de la société. Tout mouvement de mutation sociale, de transfiguration de la société n'a pour Berdiaev qu'un fondement personnaliste, une mutation profonde de l'individu et un mouvement d'accouchement de soi comme personne, comme personne divino-humaine appartenant à la communauté humaine, au cosmos et retrouvant le divin.
En novembre 2018, un colloque, placé sous l'égide de la mairie de Clamart, lui a rendu hommage. Les actes du colloque donnent un tableau assez complet de l'œuvre de Berdiaev et soulignent le regain d'intérêt actuel que sa pensée suscite tant en France et en Europe, qu'en Ukraine et en Russie.

## Citations
- « La démocratie est indifférente au Bien et au Mal[10]. »
- « La liberté n'est pas un droit, c'est un devoir[11]. »
- « Dieu comme force, comme toute-puissance et pouvoir, je ne puis absolument l'accepter. Dieu ne possède nulle puissance. Il est moins puissant qu'un agent de police[12]. »
- « Ce n'est pas l'homme qui exige de Dieu sa liberté, mais Dieu qui exige de l'homme qu'il soit libre car cette liberté est le signe de la dignité de l'homme, créé à l'image de Dieu[13]. »
- « L'idée aristocratique exige la domination réelle des meilleurs ; la démocratie, la domination formelle de tous... Tout ordre vital est hiérarchique, il a son aristocratie. Seul un amas de décombres n'est pas hiérarchisé et aucune qualité aristocratique ne s'en dégage... Se reconnaître, se vouloir, se chercher toujours plus de devoirs est une attitude aristocratique. Réclamer des droits est une attitude commune. L'aristocratie n'est pas une classe, c'est un principe spirituel[14]. »
- « La dignité de l'homme présuppose l'existence de Dieu. C'est l'essence même de toute dialectique vitale de l'humanisme. L'homme n'est une personne que s'il est un libre esprit reflétant l'Être suprême[15]. »
- « La vérité religieuse de l'anarchisme consiste en ceci que le pouvoir sur l'homme est lié avec le péché et le mal, qu'un état de perfection est un état où il n'y a pas de pouvoir d'un homme sur l'homme, c'est-à-dire, l'anarchie. Le Royaume de Dieu est liberté et absence d'un tel pouvoir, on n'y transfère pas de catégories d'exercice d'un tel pouvoir. Le Royaume de Dieu est anarchie. Ceci est une vérité de théologie apophatique : la vérité religieuse de l'anarchisme est une vérité de la théologie apophatique[16]. »

Une citation de Berdiaev en français, concernant les utopies, figure en épigraphe de l'édition originale anglaise de Brave New World (Le Meilleur des mondes) d'Aldous Huxley.

### Œuvres
- Le Sens de la création. Un essai de justification de l'homme (1936), trad. Lucienne Cain, Desclée de Brouwer, 1955, 467 p.
- Le Sens de l'Histoire. Essai d'une philosophie de la destinée humaine (Smysl istorii, 1923), trad. Samuel Jankélévitch, Aubier-Montaigne, 1948 (ne pas confondre ce traducteur avec le philosophe Vladimir Jankélévitch)
- L'Esprit de Dostoïevski (Mirosozercanie Dostoevskago, 1923), trad. A. Nerville, Stock, 1946
- Le Nouveau Moyen Âge. Réflexions sur les destinées de la Russie et de l'Europe (Novoe Srednevekov'e, 1924), éd. L'Âge d'Homme, 1986,  (ISBN 2-8251-2223-8)
- De la dignité du christianisme et de l'indignité des chrétiens, Éditions Je sers, 1931, 47 p.
- L'Homme et la Machine (1933), trad. I. P. et H. M., Éditions Je sers, 1933, 55 p.
- Le Destin de l'Homme dans le monde actuel (1934), Stock
- Solitude et Société (1934)
- De la destination de l'homme. Essai d'éthique paradoxale (1934), Éditions Je sers, 1935, 384 p.
- Cinq méditations sur l'existence. Solitude, société et communauté (1936), trad. Irène Vilde-Lot, Aubier-Montaigne, 1936, 209 p.
- Esprit et Réalité (Duh i real'nost, 1937), Aubier-Montaigne, 1943
- Les Sources et le sens du communisme russe (1938), trad. Alexis Nerville, Paris, Gallimard, 1938, coll. Les Essais VIII. Trad. Lucienne Cain, Gallimard, coll. Idées », Paris, 1963
- Essai de métaphysique eschatologique. Acte créateur et objectivisation (Opyt eshatologiceskoj, 1946), Aubier-Montaigne, 1946, 284 p.
- L'Idée russe. Problèmes essentiels de la pensée russe au XIXe et début du XXe siècle (1946), trad. H. Arjakovski, Mame, 1970
- « Deux études sur Jakob Böhme » (sur L'Ungrund et la liberté, sur La doctrine de la Sophia et de l'Androgyne, dans le premier volume de Mysterium Magnum de J. Boehme, traduit par N. Berdiaev, Paris, Aubier, 2 vol, 1946.
- De l'esclavage et de la liberté de l'homme (1946), Paris, Aubier-Montaigne, 302 p.
- Dialectique existentielle du divin et de l'humain (1947), Paris, Janin, 247 p.
- Essai d'autobiographie spirituelle (1949), Buchet-Chastel, 1958, 430 p.
- Problèmes du communisme (1933) Desclée de Brouwer
- Au seuil de la nouvelle époque (1947), Delachaux et Niestlé
- De l'esprit bourgeois, trad. Elisabeth Bellençon, introduction d'Eugène Porret, (1949), Delachaux et Niestlé[18]
- De l'inégalité (14 lettres et une postface sur la philosophie sociale et la spiritualité ; ed., or., 1918), éditions de L'Âge d'Homme, Lausanne & Paris, 1976 (réédition, 2008).
- "Un chapitre du livre La nouvelle conscience religieuse et la société, dans La Légende du Grand Inquisiteur de Dostoievski, commentée par Konstantin Léontiev, Vladimir Soloviev, Vassili Rozanov, Serge Boulgakov, Nicolas Berdiaev, Sémion Frank, traduit du russe et présenté par Luba Jurgenson, éditions de L'Âge d'Homme, Lausanne & Paris, 2004, p. 325 - 361.

#### Rééditions
- Esprit et Liberté, éd. Desclée de Brouwer, 1992  (ISBN 2-220-02480-6)
- Khomiakov : L'épître aux serbes, Lausanne, éd. L'Âge d'Homme, 1988, 2009  (ISBN 2-8251-2222-X)
- De la destination de l'homme, éd. L'Âge d'Homme, 1990, 2009  (ISBN 978-2-8251-2221-1)
- Christianisme, marxisme, éd. Centurion, 1975  (ISBN 2-227-31007-3)
- Pour un christianisme de création et de liberté, Les Éditions du Cerf, Paris, 2009, traduction de Céline Marangé  (ISBN 978-2-204-08950-0)
- Cinq Méditations sur l'existence (1936), éd. L'Âge d'Homme, 2010,  (ISBN 978-2-8251-4057-4)
- Jalons (1909), trad., Éditions du Cerf, Paris, 2011, 286 p., articles de Nicolas Berdiaev, Sergueï Boulgakov, etc.
- L'homme et la machine, R&N éditions, 2019, 64 p.
- Études sur Jacob Boehme, Éditions localement transcendantes, Puyméras, 2020, 71 p.
- De l'esprit bourgeois, Éditions des Syrtes / L'Inventaire, coll. Questions Maudites, 150 p., 2021  (ISBN 978-2355970481)

### Études sur Berdiaev
- Thierry Ekogha, Liberté et création chez Louis Lavelle et Nicolas Berdiaev, Lille, 2000.
- Olivier Clément, Histoire et métahistoire dans la pensée de Nicolas Berdiaev, Paris, 1949, source : INIST-CNRS.
- Olivier Clément, Berdiaev : un philosophe russe en France, Paris, DDB, 1991.
- Marie-Madeleine Davy, Nicolas Berdiaev, l'homme du huitième jour, Flammarion, 1964 (réédition Nicolas Berdiaev ou la révolution de l'esprit, Albin Michel, 1999).
- Alexis Klimov, Nicolas Berdiaeff ou la révolte contre l'objectivation, Éditions Seghers, Paris, 1967.
- Robert Clavet, Nicolas Berdiaeff. L'équilibre du divin et de l'humain, Montréal et Paris, Éditions Paulines et Médiaspaul, Montréal et Paris, 1990.
- Pierre Fontanieu, « Berdiaev, un philosophe russe en France », Autres Temps, no 35,‎ 1992, p. 80-84 (lire en ligne, consulté le 10 mai 2020).
- Jean-Luc Pouliquen, Les 3 B (Gaston Bachelard, Nicolas Berdiaev & Martin Buber) à Pontigny, IP, 2022, (ISBN 979-8415050024).
- Eugène Porret, La philosophie chrétienne en Russie Nicolas Berdiaeff, coll. Être et penser, cahiers de philosophie, éd. de la Baconnière, Neuchâtel en Suisse (1944).
- Marko Markovic, La philosophie de l'inégalité et les idées politiques de Nicolas Berdiaev, préface du Pr. Jean Rouvier, éditions Nouvelles Editions Latines, Paris, 1978. Cet ouvrage est issu d'une thèse et a reçu le Prix de thèse de l'Université de droit, d'économie et de Sciences sociales de Paris.
- Philippe Dautais, Michel Fromaget, Jean-Marie Gourvil, Igor Sollogoub, Nicolas Berdiaev, 1874-1948 : un philosophe russe à Clamart. Actes du colloque de Clamart, 24 et 25 novembre 2018, Grenoble, Éditions Le Mercure Dauphinois, 2019  (ISBN 978-2-356-62468-0)

## Sépulture

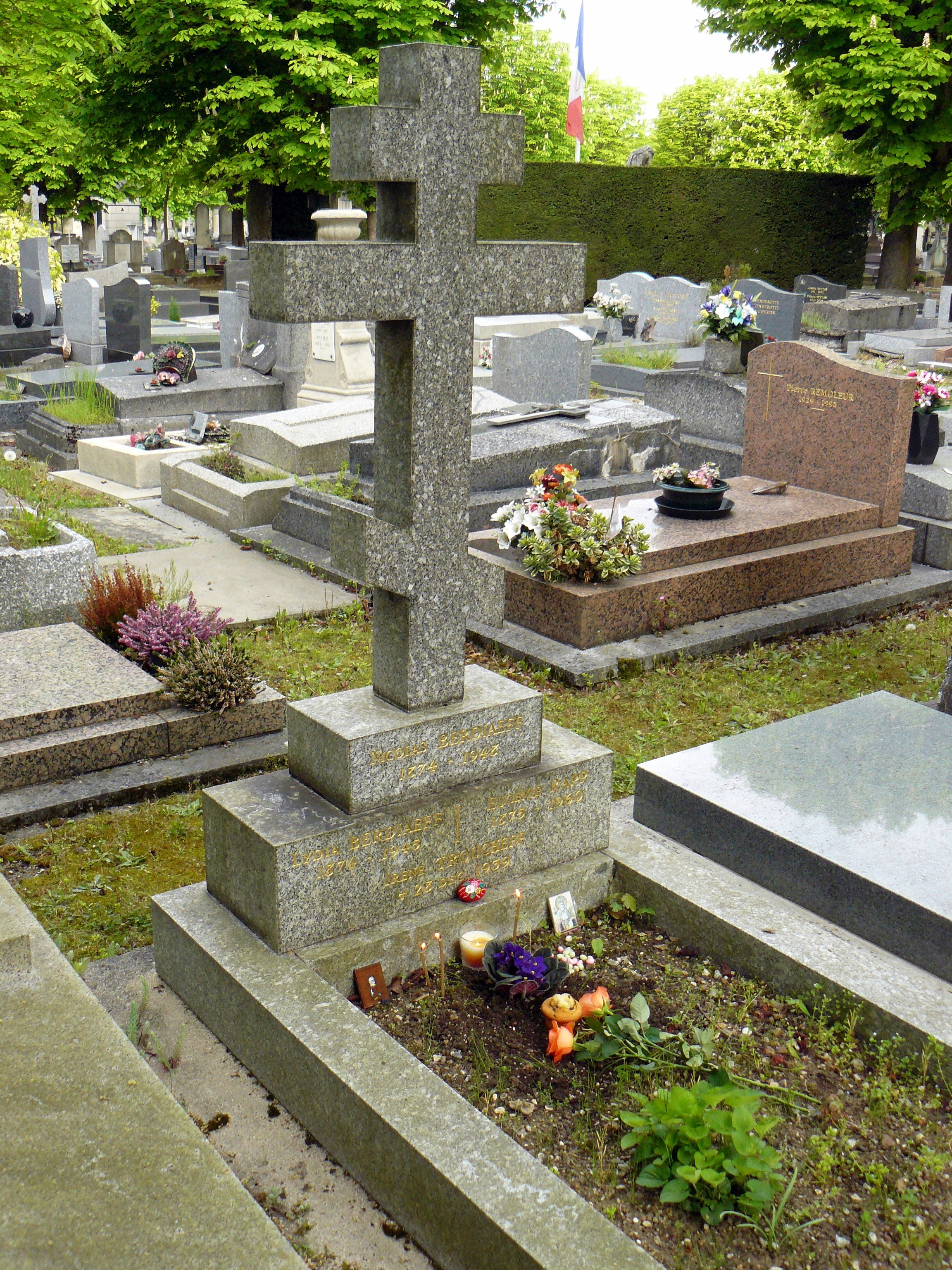
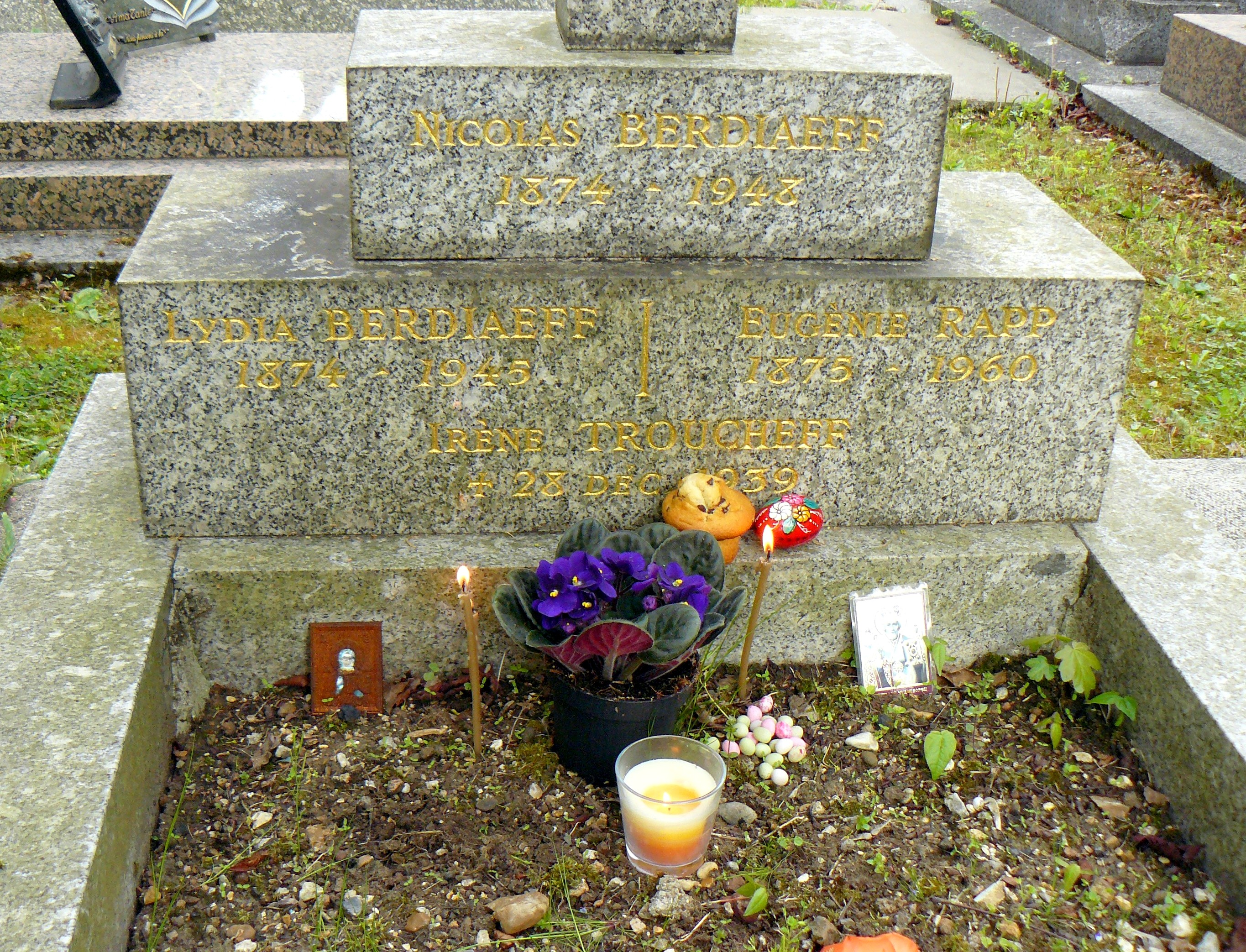
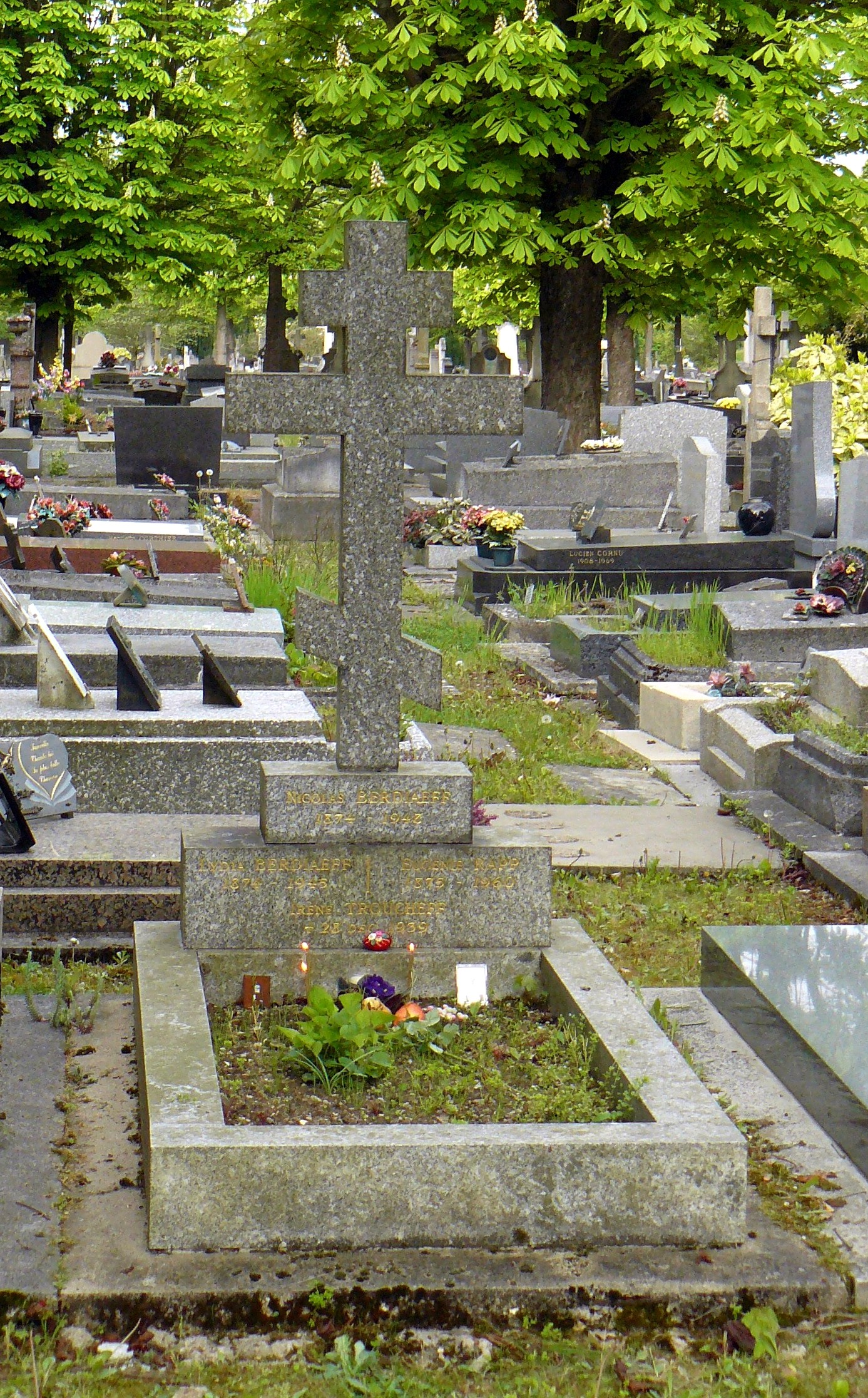